# Урвище Пекло
У́рвище Пе́кло — круте урвище між хребтами Сивуля і Тавпиширка, що в масиві Горгани (Українські Карпати). Розташоване на межі Івано-Франківського і Надвірнянського районів Івано-Франківської області та Тячівського району Закарпатської області.
Урвище розташоване на висоті 1441 м над р. м, неподалік від витоку річки Бистриці-Солотвинської. Обрив представлений відслоненням флішової товщі еоценових порід. При його підніжжі — величезне осипище (наслідок ерозії скельних порід). Вершина урвища частково покрита смерековим лісом.
Через цю точку проходять маршрути від села Старої Гути до Бистриці та з Осмолоди до Яремче. Час туристичного переходу до Бистриці (спуск) становить 4,5 год. (15,5 км), до Максимця (спуск) — 4 год. (14,5 км), до Осмолоди (підйом, прохід хребтом, спуск) —  7,5 год. (19 км), до Старої Гути (спуск) — 5 год. (16 км).
Урвище Пекло розташоване на перетині популярних туристичних шляхів, тому є вельми відвідуваним. Якщо рухатися з Тавпиширського хребта, то проходиться краєм цього урвища. За свідченням місцевих мешканців Пекло неодноразово ставало місцем страти різних народностей (євреїв, поляків, українців, росіян).

## Фотографії

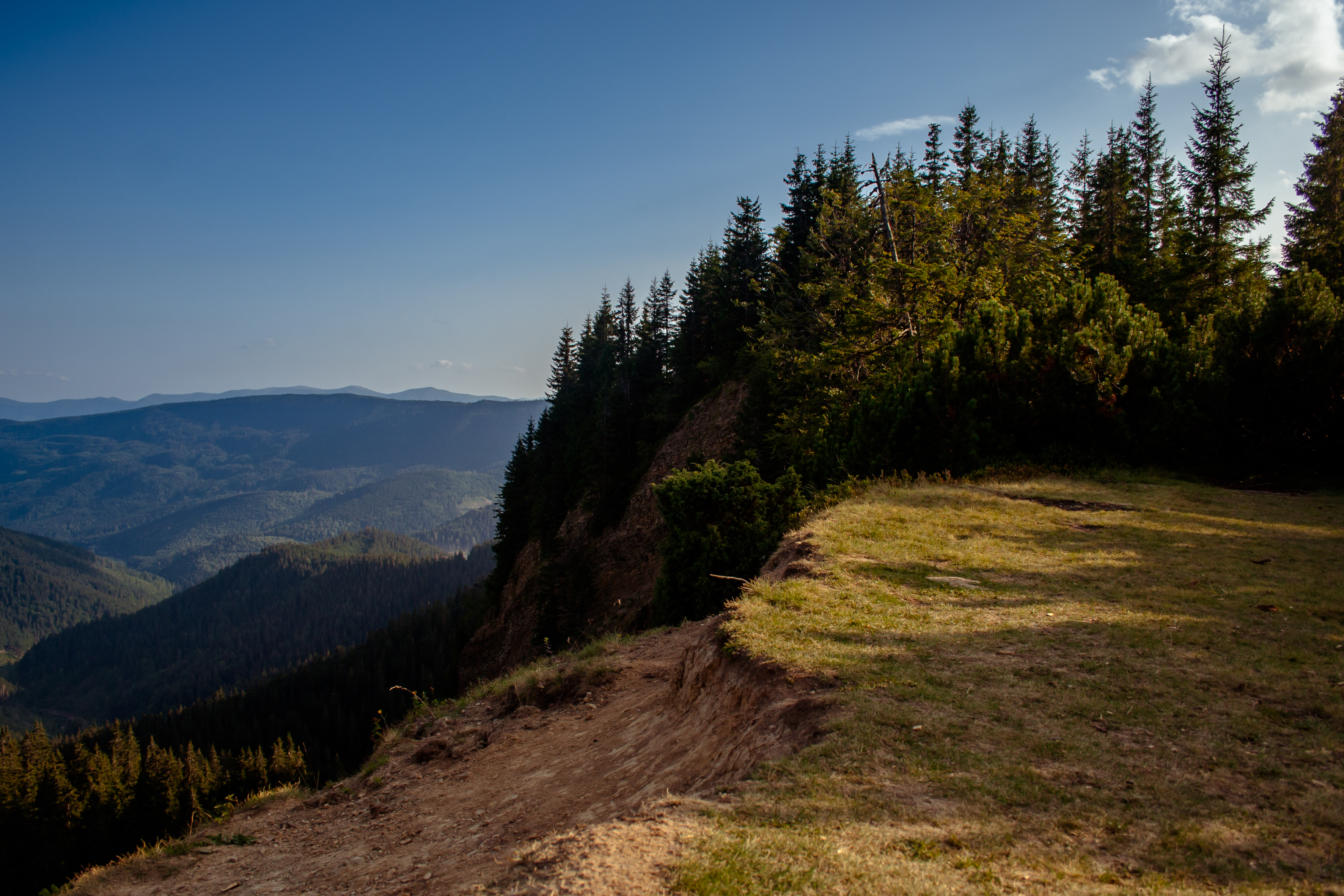
Вигляд зі стежки, яка веде на полонину Рущина
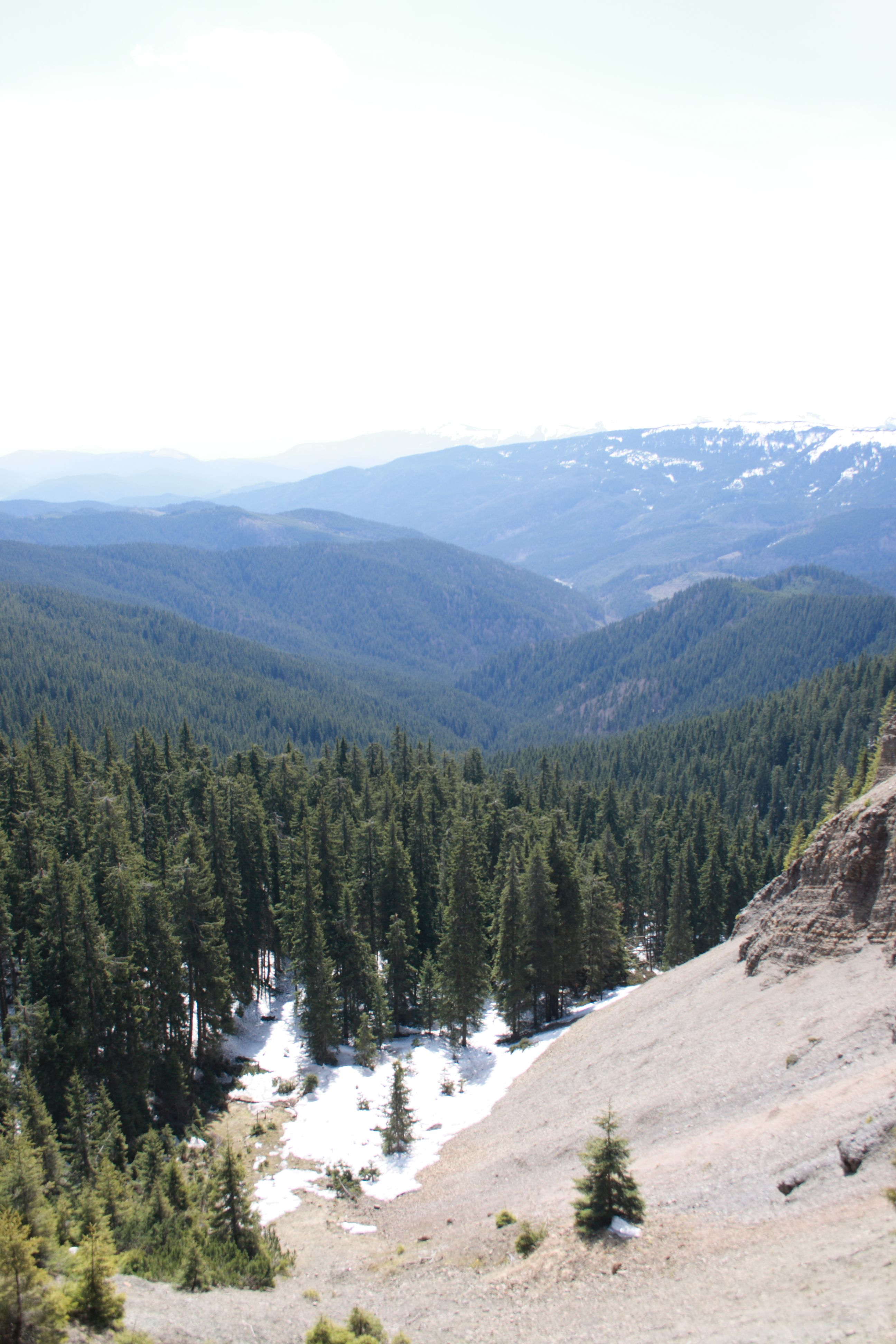
Осипище (внизу) при підніжжі урвища
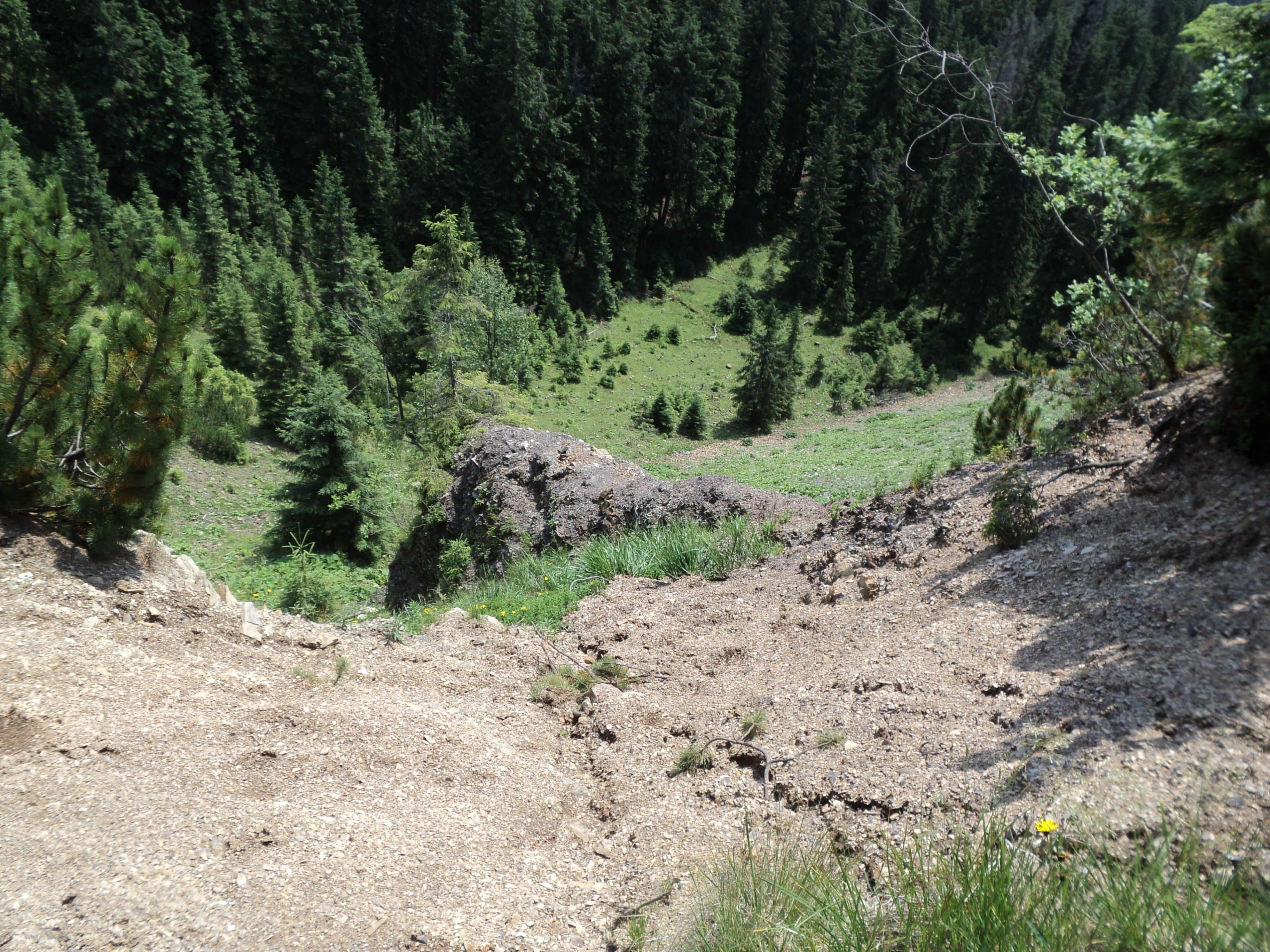
Урвище Пекло (вигляд зверху)